# Magnet din samariu-cobalt
Un magnet din samariu-cobalt, un tip de magnet din pământuri rare, este un magnet permanent puternic făcut dintr-un aliaj de samariu și cobalt. Acesta a fost dezvoltat la începutul anilor 1970. Puterea lor este similară cu cea a magneților din neodim , dar aceștia au rezistența la temperaturi înalte mai mare și o forță coercitivă mai mare. 
Acești magneți sunt fragili și predispuși la fisurare și ciobire, având totodată produși energetici maximi (BHmax) între 16 megagauss-oersteds (MGOe) și 32 MGOe, ceea ce este aproximativ între 128 kJ/m3 și 256 kJ/m3; Magneții sunt disponibili în două "serii", denumite 1:5 și 2:17.

## Utilizare
Magneții din samariu-cobalt sunt folosiți în domeniul microelectronicii, industriei de armament, în instrumentele medicale detectoare, în generatoare și generatoare eoliene, în radar, etc.